# O Fungagá da Bicharada
O Fungagá da Bicharada foi um programa de televisão infantil da RTP - Rádio e Televisão de Portugal, que estreou em 1976, aos sábados à tarde, com apresentação de Júlio Isidro e com a participação  de José Barata-Moura, o autor do genérico e de muitos dos temas interpretados no programa. Cada programa era dedicado a um animal específico que estava presente no estúdio. Em Outubro do mesmo ano, foi lançada a revista semanal Fungagá da Bicharada destinada ao público infantil. Foi também editado um single e o LP de José Barata-Moura.  
Outros nomes que participaram no programa foram Cândida Branca Flor e Ana Mayer.
Também foi lançada a banda sonora do programa com Júlio Isidro e Cândida Branca Flor e onde colaboraram Tozé Brito, Mike Sergeant e a dupla António A. Pinho e Nuno Rodrigues nas autorias.
Na segunda fase do programa as músicas eram da autoria de Carlos Alberto Moniz e Maria do Amparo. Este novo disco foi gravado em dezembro de 1976.
Em 2004, o programa televisivo foi transformado em peça musical.